# Tirailleur (1908)
Tirailleur – francuski niszczyciel z okresu I wojny światowej. Jednostka typu Voltigeur. Okręt wyposażony w cztery kotły parowe Du Temple opalane węglem (zapas paliwa 118 t), maszynę parową napędzającą środkową śrubę i dwie turbiny Breguet napędzający śruby skrajne. Przetrwał wojnę. Został skreślony z listy floty w lipcu 1921 roku.